# Wintersportgebiet Simmelsberg

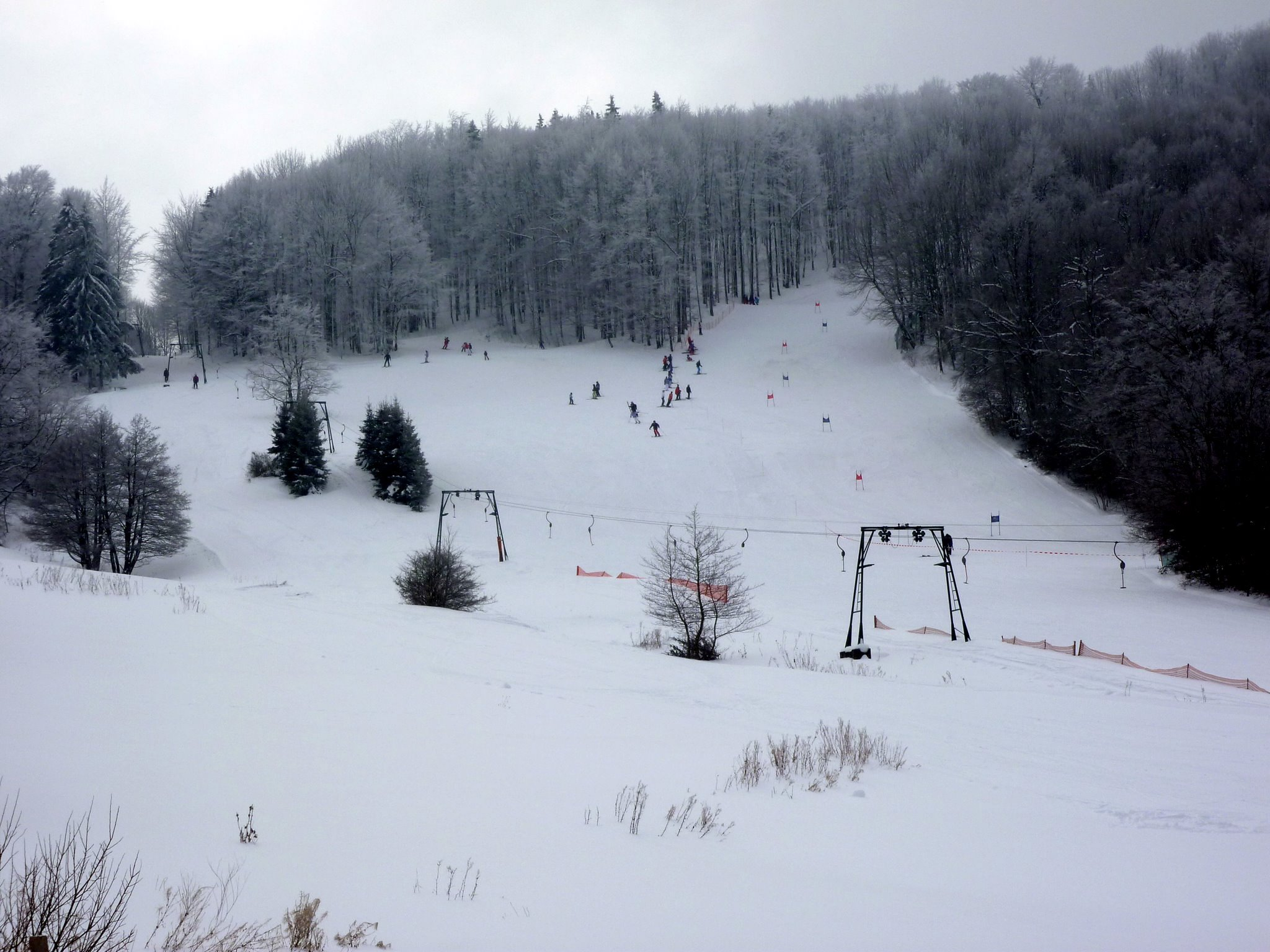
Tellerlift Rothenbergen und Slalomhang des Simmelsbergliftes

Das Wintersportgebiet Simmelsberg liegt am Osthang des 843 m ü. NHN gelegenen Simmelsbergs bei dem Gersfelder Ortsteil Rodenbach im hessischen Teil der Rhön, nahe der bayerischen Grenze. In dem Skigebiet auf einer Höhe von etwa 670 bis 843 Metern befinden sich vier Skilifte unterschiedlicher Bauarten mit Längen von 40 bis 600 Metern bei Höhenunterschieden von bis zu 175 Metern, die mehrere Abfahrten mit verschiedenen Schwierigkeitsgraden erschließen. Die Skilifte werden von drei Skivereinen betrieben. Die Abfahrten haben Längen bis 1600 Meter und erstrecken sich auf insgesamt etwa sechs Pistenkilometer. Die Rennstrecke, eine 1100 Meter lange Abfahrt des Simmelsbergliftes vom Ski-Club Hanau, gilt als die abschnittsweise steilste Strecke in Deutschland nördlich der Alpen.

## Lage
Das Skigebiet am 842,7 m hohen Simmelsberg befindet sich im Naturpark Hessische Rhön und im Biosphärenreservat Rhön. 500 Meter nordwestlich, beziehungsweise nördlich der beiden Skigebietsbereiche liegt das etwa 640 m hoch gelegene Rodenbach, drei Kilometer nordwestlich liegt Gersfeld auf etwa 500 m. Sechs Kilometer südöstlich, auf bayerischer Seite, liegt die Stadt Bischofsheim in der Rhön. Das Profil der Nordseite des Simmelsberges ist teilweise steil, teilweise seitlich hängend. Die Nordseite des Simmelsberges fällt bis zum Grunde des Ehrengrunds, eines eng eingeschnittenen Tales, in dem unterhalb des Skigebiets der Wildpark Gersfeld liegt, um etwa 300 m ab. Das Skizentrum auf der Nordseite, zu erreichen von Rodenbach auf der einen und von Mosbach, einem Ort auf etwa 640 m, auf der anderen Seite, ist aufgrund der Höhenlage von über 670 m und der lagebedingten relativ geringen direkten Sonneneinstrahlung im Winter relativ schneesicher. Ein Wald neben den Abfahrten schützt vor Wind. Das Skigebiet am Südwesthang, zu erreichen über die Schwedenschanze, einem Pass von etwa 715 m zwischen Hessen und Bayern, liegt in Höhen ab 725 m aufwärts und wird von der Sonneneinstrahlung erreicht.

## Beschreibung

### Skilifte

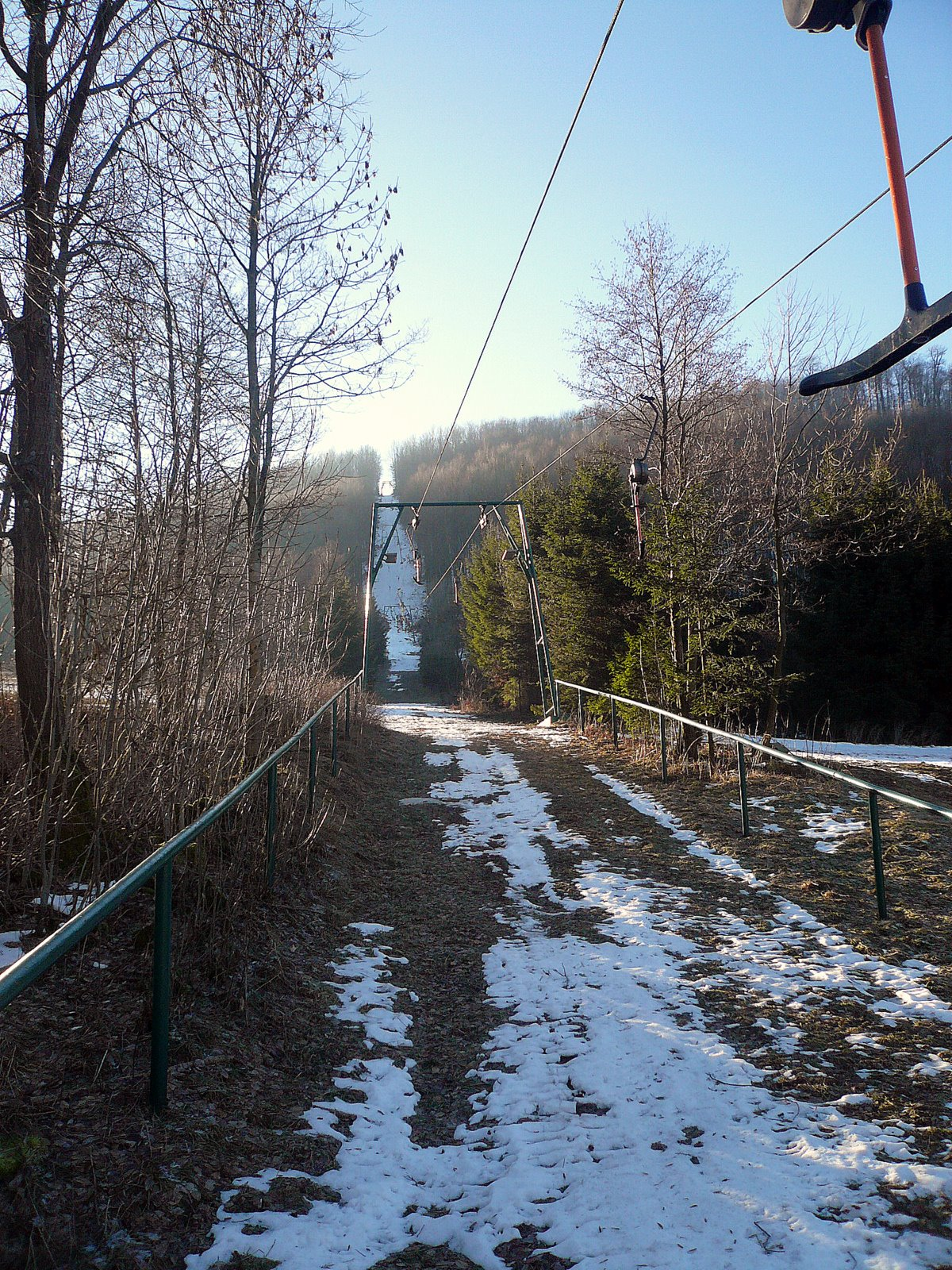
Lifttrasse Simmelsberglift

Im Skizentrum Simmelsberg gibt es fünf Skilifte von drei Vereinen, die im Winter Skikurse anbieten und deren Clubheime sich in der Nähe der Skilifte befinden. Die fünf Lifte können stündlich über 1000 Personen transportieren. Einkehrmöglichkeiten bestehen pistennah in den Vereinsheimen. Auch das Restaurant Berghütte wenige Meter unterhalb der Talstation des Simmelsbergliftes gehört zum Umfeld der Lifte. Die Pisten sind nicht so überfüllt wie bei den bekannteren Skizentren, wie an der Wasserkuppe, dem Arnsberg, dem Kreuzberg oder dem Feuerberg, sodass auch meistens die Wartezeiten an den Liften kurz sind. Für Skianfänger gibt es zwei Skischulen, die DSV-Skischule Simmelsberg geleitet vom Ski-Club Hanau und die Ski- und Snowboard-Schule von Manfred Kalb, beide am Simmelsberglift.
Der Simmelsberglift und der Eberhard Rother-Übungslift werden vom Ski-Club Hanau betrieben. Sie sind bei ausreichender Schneelage täglich geöffnet. Die Skigemeinschaft Kinzigtal, vormals Skigemeinschaft Rothenbergen, betreibt den Tellerlift Rothenbergen, der bei genügend Schnee an Wochenenden geöffnet ist. Alle drei Lifte befinden sich am Nordhang des Simmelsberges und haben eine stündliche Förderleistung von 1100 Personen. Mit einer Verbundkarte sind alle drei Lifte der beiden Vereine benutzbar.
Am Südwesthang des Simmelsberges betreibt der Ski-Club Rhön Fulda einen Tellerlift und einen kleinen Seillift, die bei ausreichender Schneelage ausschließlich von Vereinsmitgliedern nutzbar sind.

#### Simmelsberglift

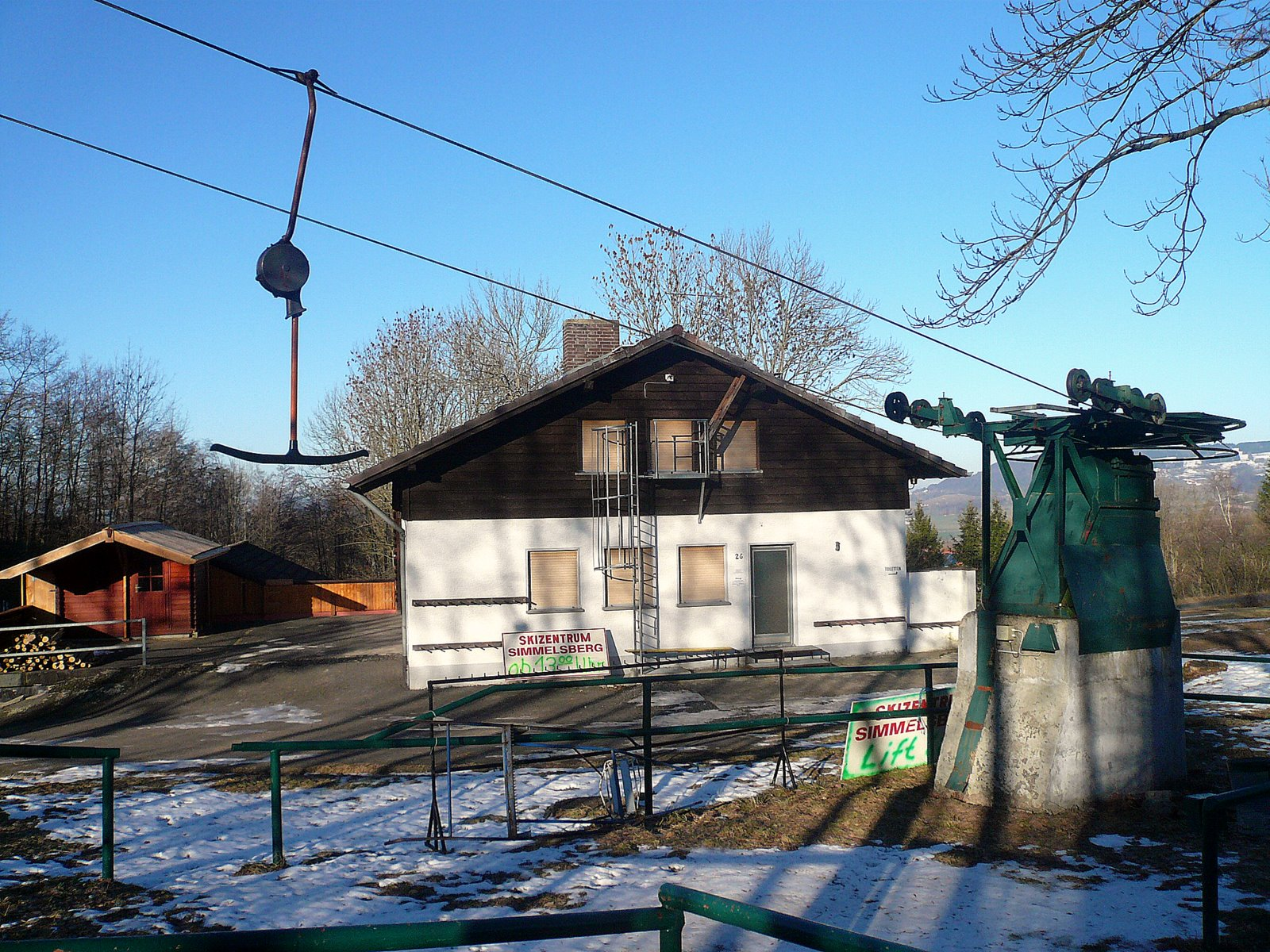
Simmelsberglift mit Vereinsheim

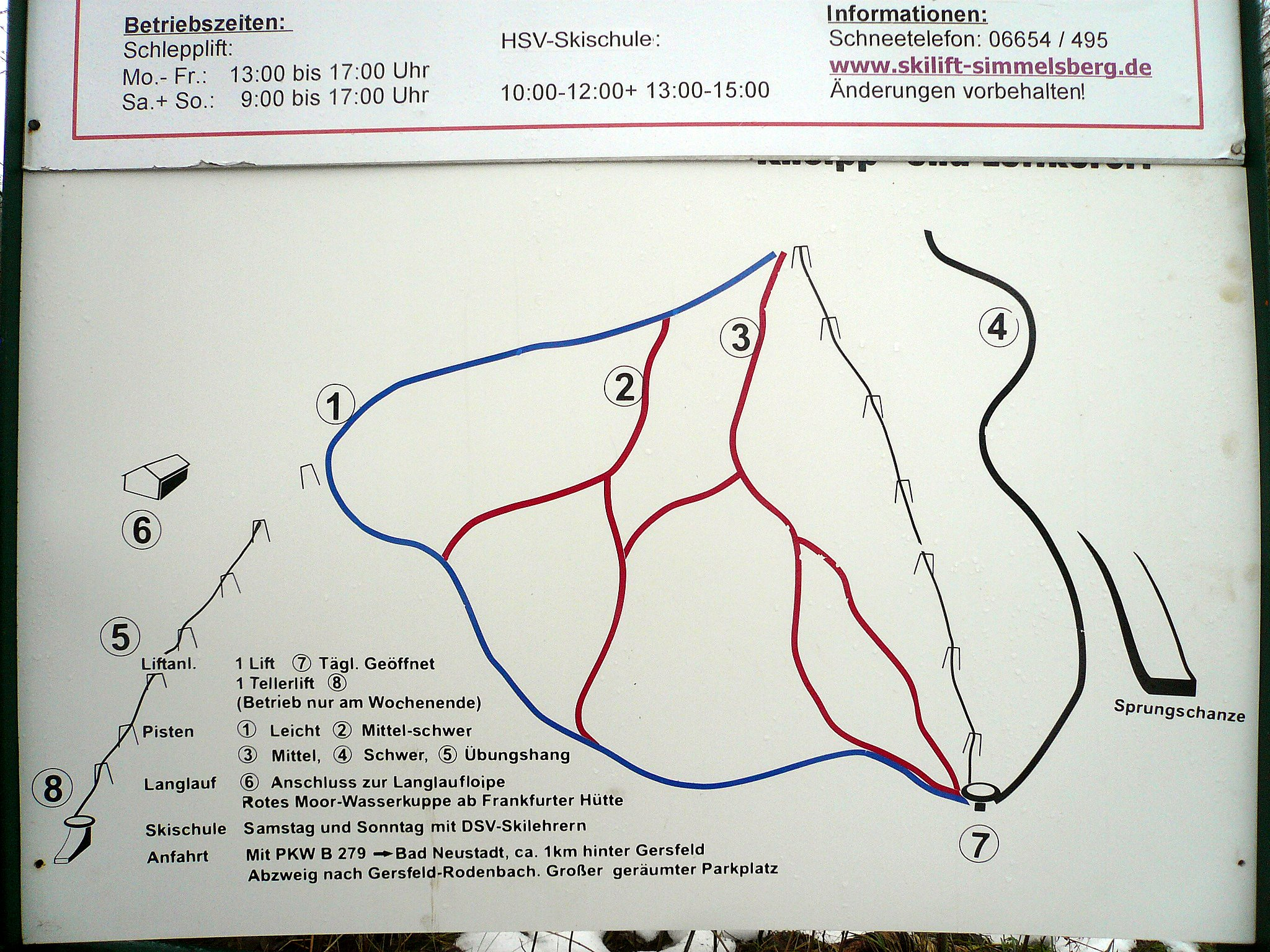
Skipisten am Simmelsberglift

Der Simmelsberglift (Lage der Talstation) von der Leitner AG, Baujahr 1965, ist der älteste und längste Skilift am Simmelsberg. Er gehört dem Ski-Club Hanau und überwindet bei einer Gesamtlänge von 600 Metern einen Höhenunterschied von 175 Metern (668 m bis 843 m). Er besitzt Portalstützen in Fachwerkbauweise mit jeweils zwei stehenden Profilen, die oben waagerecht miteinander verbunden sind und das Seil führen. Aufgrund der Bauweise der Stützen kann die Liftspur darunter präpariert werden. Angetrieben wird er durch einen Elektromotor an der Talstation. Die Personenbeförderung geschieht mit Doppelkurzbügeln aus Kunststoff, Gehänge mit kurzen Bügeln, an denen Haltegriffe für zwei Personen angebracht sind. Die Zugbügel sind über einen Aufrollmechanismus mit dem ziehenden Seil verbunden. Der Lift hat eine stündliche Beförderungskapazität von 480 Personen. Der Skilift befindet sich am Nordhang des Simmelsberges und bedient vier Abfahrten mit Längen von 1100 bis 1600 Metern und leichten bis schweren Schwierigkeiten. Aufgrund des relativ großen Neigungswinkels des Nordhanges und des Höhenunterschieds des Skiliftes zählen die Abfahrten zu den anspruchsvollsten in der Rhön. Die Rennstrecke ist als Schwarze Piste ausgewiesen und hat nach dem DSV stellenweise über 40 Prozent Längs- und Quergefälle und gilt als die steilste Strecke in Deutschland nördlich der Alpen. Diese Piste wird aufgrund der großen Steigungen und dem engen Verlauf durch den Wald nicht präpariert. Die weiteren Abfahrten des Simmelsbergliftes, mit verschiedenen Varianten gelten mit als die am besten präparierten der Rhön. Der Lift erschließt 6,1 Kilometer Pisten, davon sind 2 Kilometer als leicht, 2,5 Kilometer als mittel und 1,6 Kilometer als schwer ausgewiesen. Jährlich im Winter findet auf dem Slalomhang die Hanauer Stadtmeisterschaft für Ski- und Snowboardfahrer, ein Riesenslalom statt, der vom Skiclub Hanau und der SKG Hanau organisiert und durchgeführt wird. Der Wettkampf wird auf einer Strecke von 850 Metern mit bis zu 100 Teilnehmern aller Altersklassen durchgeführt. Am Hang werden auch regelmäßig weitere Wettkämpfe ausgerichtet, wie etwa im Februar 2010 die Hessischen und Westdeutschen Meisterschaften im Slalom und Riesenslalom der Nachwuchsklassen. Die Riesenslalomlänge beträgt hierbei 850, die Slalomlänge 600 Meter, bei 42 Toren.
| Name            | Länge      | Schwierigkeit     |
| --------------- | ---------- | ----------------- |
| Rennstrecke     | 1100 Meter | sehr schwer       |
| Waldabfahrt     | 1400 Meter | mittel bis schwer |
| Slalomhang      | 1400 Meter | mittel            |
| Familienabfahrt | 1600 Meter | leicht            |

#### Tellerlift Rothenbergen
Den Tellerlift (Lage der Talstation) von der Leitner AG, Baujahr 1968, der von einem Elektromotor an der Talstation angetrieben wird, betreibt der Verein Skigemeinschaft Rothenbergen. Er befindet sich am Nordhang des Simmelsberges in Nachbarschaft des Simmelsberglifts, besitzt Portalstützen und überwindet bei einer Gesamtlänge von 450 Metern einen Höhenunterschied von 85 Metern (695 m bis 780 m). Die Personenbeförderung geschieht über Tellerbügel aus Kunststoff an Schleppgehängen für jeweils eine Person und einem Aufrollmechanismus. Die 50 Schleppgehänge können pro Stunde maximal 500 Personen nach oben transportieren. Der Lift bedient eine Abfahrt, die über Teile der Familienabfahrt des Simmelsbergliftes des Ski-Clubs Hanaus führt. Die Piste ist als leicht eingestuft.

#### Eberhard-Rother-Übungslift
Der Bügellift (Lage der Talstation) Baujahr 1970 stand bis zum Jahre 2007 auf der Westseite des Simmelbergs. Seitdem gehört der Lift dem Ski-Club Hanau, der ihn vom Ski-Club Rhön Fulda kaufte. Der Übungslift wird seit der Saison 2008/2009 am Nordhang des Simmelsberges neben dem Simmelsberglift betrieben. Er hat eine Länge von etwa 100 Metern, bei einem Höhenunterschied von etwa 15 Metern (675 m bis 690 m). Die Personenbeförderung geschieht ohne Portalstützen mit niederer Seilführung, wobei das Seil mit Haltebügeln in Gesäßhöhe eines Erwachsenen verläuft. Der Antrieb mit einem Elektromotor befindet sich in einem Schutzhäuschen an der Talstation. Der Lift bedient eine Abfahrt, die über die untersten Teile der Familienabfahrt des Simmelsbergliftes führt. Die Piste ist für Anfänger vorgesehen und als leicht eingestuft.

#### Tellerlift Ski-Club Rhön Fulda

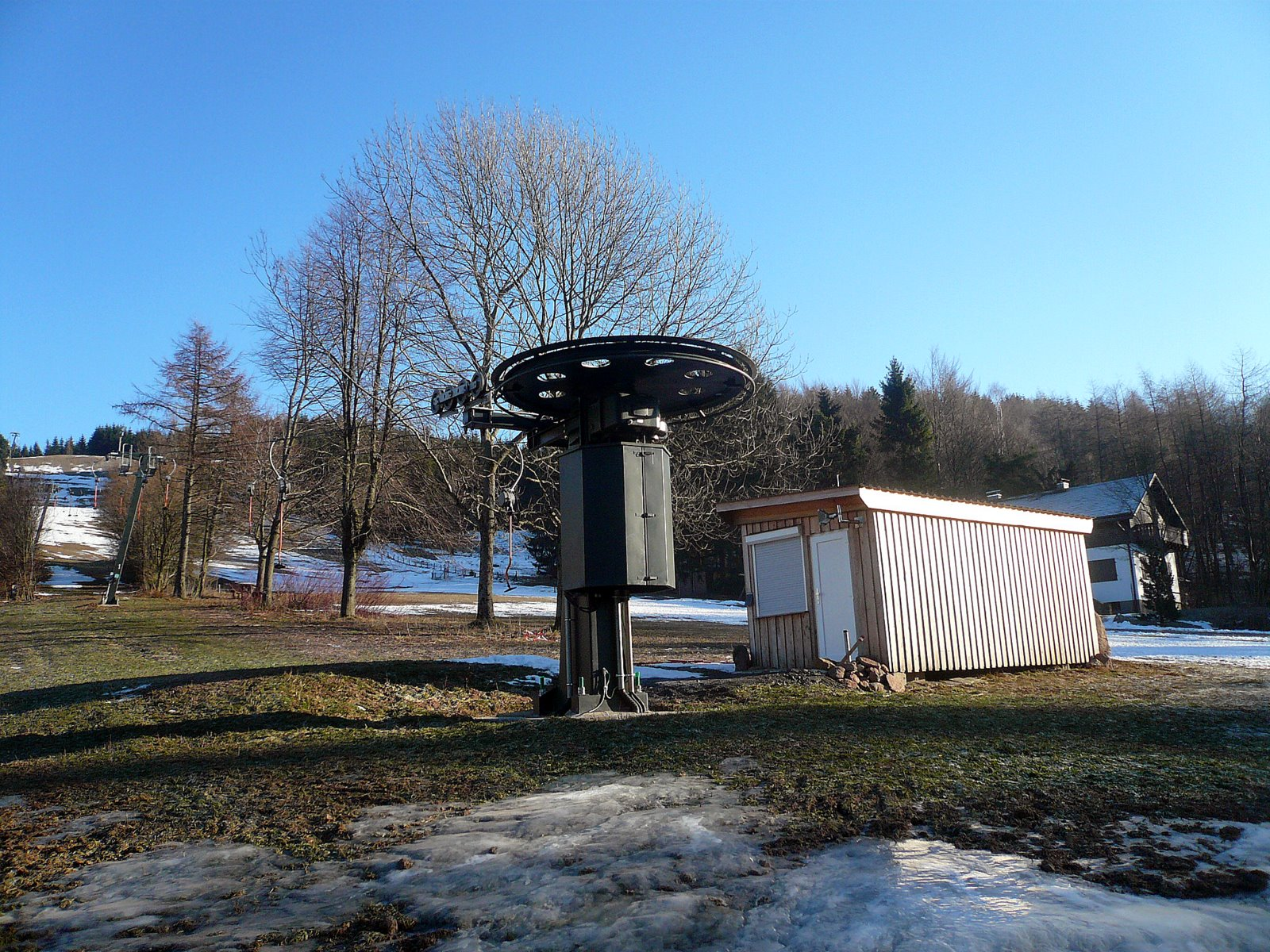
Tellerlift Ski-Club Rhön Fulda

Der Tellerlift (Lage der Talstation), der vom Ski-Club Rhön Fulda nichtkommerziell betrieben wird, befindet sich seit 2008 am Südwesthang des Simmelsberges an der Stelle eines Bügellifts vom Jahre 1970. Er hat eine Länge von etwa 450 Metern mit schrägstehenden T-Stützen als Seilführung bei einem Höhenunterschied von etwa 85 Metern (725 m bis 810 m). Durch die Schrägstellung der Stützen ist ein Präparieren der Liftspur problemlos möglich. Angetrieben wird er durch einen Elektromotor an der Talstation. Die Personenbeförderung geschieht mit Tellerbügeln aus Kunststoff an Schleppgehängen für jeweils eine Person. Der Skilift bedient zwei Pisten beiderseits der Lifttrasse. Die Pisten sind als einzige am Simmelsberg mit einer Flutlichtanlage ausgestattet.

#### Kinderlift
Der Seillift (Lage der Talstation) Baujahr 2003 am Südwesthang des Simmelsberges oberhalb des Clubhauses des Ski-Club Rhön Fulda wird vom Ski-Club Rhön Fulda vereinsintern betrieben. Er hat eine Länge von etwa 40 Metern bei einem Höhenunterschied von etwa 10 Metern (760 m bis 770 m). Die Personenbeförderung geschieht ohne Portalstützen mit niederer Seilführung, wobei man sich mit den Händen am Seil festhalten muss. Der Antrieb mit einem Elektromotor befindet sich an der Talstation. Der Lift bedient eine Abfahrt für Kinder, die über einen Teil der Abfahrt des Tellerliftes des Ski-Clubs Rhön Fulda führt. Die Piste ist als leicht eingestuft.

### Skisprungschanzen
Der SKG Gersfeld betrieb in den Jahren 1914 bis 1925 am Nordhang des Simmelsbergs die erste Sprungschanze mit Sprungweiten von etwa 25 Metern. Der Verein baute dann 1968 auf etwa 740 m zwei Schanzen (Lage des Schanzentisches), mit K-Punkten von 32 und 55 Metern. Die größere Schanze ließ Weiten von über 60 Metern zu. Auf beiden Schanzen wird seit mehreren Jahrzehnten nicht mehr gesprungen und sie sind teilweise verfallen. Bei beiden handelte es sich um Naturschanzen, sodass kein Anlaufturm benötigt wurde. Beide Schanzenanlagen wurden vom Anlaufbereich bis zum Aufsprungbereich durch Erdbewegungen der natürlichen Umgebung angepasst. Die größere Schanze verfügte über einen Sprungrichterturm, die kleinere über eine Plattform.

### Langlaufloipen
Vom Skigebiet führt die Simmelsbergloipe als Verbindungsloipe zum Loipenzentrum Rotes Moor. Der Startpunkt ist bei der Frankfurter Hütte. Die Loipe wird nicht immer gespurt. Sie hat eine Länge von vier Kilometern und liegt 709 m bis 795 m hoch. Der Schwierigkeitsgrad ist schwer und es werden 240 Höhenmeter überwunden.

### Winterwanderwege
Das Skigebiet wird von einem Winterwanderweg, dem Rundwanderweg Gersfeld/Frankfurter Hütte/Sparbrod mit einer Länge von neun Kilometern durchzogen. Er führt von Gersfeld über den Wildpark Gersfeld zum Dammelhof und zur Frankfurter Hütte. Über Rodenbach und Sparbrod geht es zurück nach Gersfeld.

## Geschichte
Das Zentrum des Skisports um Gersfeld befand sich bis Ende der 1960er Jahre am Nordhang des schneesicheren Reesbergs. Dort gab es eine 60-Meter-Sprungschanze und eine breite Abfahrtsstrecke. Da sich der Bereich innerhalb des NATO-Truppenübungsplatzes Wildflecken befand, wurde er mit einem elektrisch gesicherten Zaun abgesperrt. Die Landesregierung wies den nahegelegenen Simmelsberg für das neue Skizentrum aus. Mitte der 1960er Jahre wurde vom Gipfel des Simmelsberges bis in den Ehrengrund eine Schneise für die Rennstrecke in den Buchenwald geschlagen. Im Jahre 1966 wurde sie mit einem Riesentorlauf feierlich eingeweiht. Am Rennen nahm die komplette hessische Elite des alpinen Rennsports teil. Gleichzeitig entstanden auch die beiden Simmelsbergschanzen mit K-Punkten von 32 und 55 Metern. Anlässlich der Einweihung der Schanzen fanden fünf Springen statt, unter anderem im Rahmen der Hessischen Nordischen Meisterschaften.

### Ski-Club Hanau

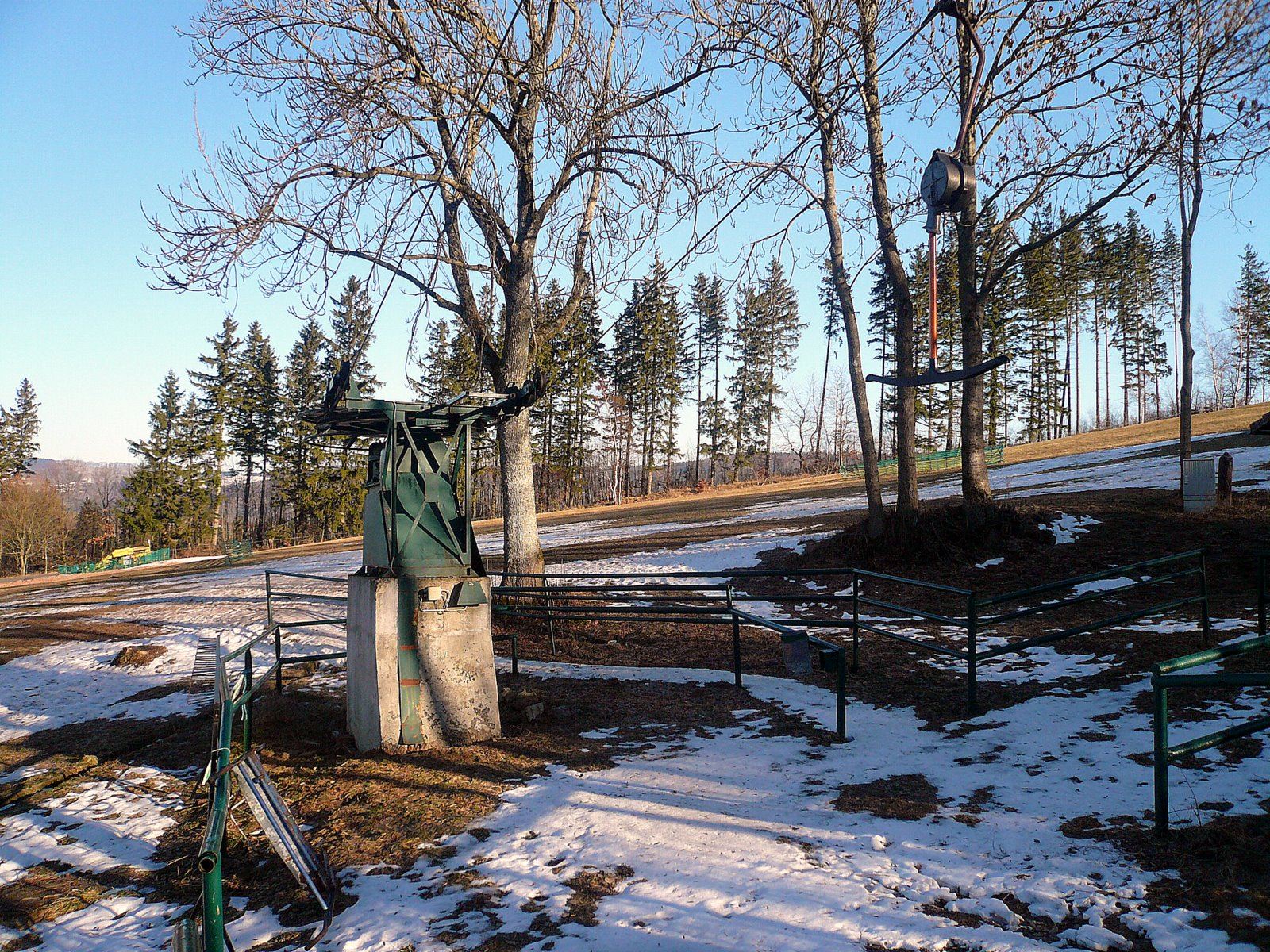
Schlepplift Simmelsberg

Der 1958 gegründete Ski-Club Hanau e. V. mit heute etwa 200 Mitgliedern installierte Anfang der 1960er Jahre den ersten Lift am Simmelsberg. Dabei handelte es sich um einen transportablen Seillift von etwa 100 Meter Länge aus Flensburg für etwa 8000 Mark, der mit einem Benzinmotor angetrieben wurde. Der Lift wurde an Betriebstagen vom hundert Kilometer entfernten Hanau zum Simmelsberg transportiert und dort aufgebaut. Am Abend wurde er wieder abgebaut und zurückgebracht. Der Lift wurde auch zu einem Betriebsausflug nach Kitzbühel mitgenommen und dort aufgebaut. Bei dem zweiwöchigen Dauerbetrieb in Kitzbühel zeigten sich jedoch Mängel an der Liftanlage und er wurde an den Händler zurückgegeben.
Der Hanauer Skiclub, der zu diesem Zeitpunkt etwa 400 Mitglieder zählte, wollte daraufhin einen festinstallierten Schlepplift anschaffen und suchte am Simmelsberg nach einem geeigneten Gelände. Mit dem Revierförster wurden wegen der notwendigen Rodungen für die Lifttrasse Gespräche geführt und Sponsoren gesucht. Nachdem die Preise der führenden Lifthersteller zu hoch lagen, einigte man sich mit der Leitner AG aus Südtirol auf 100.000 Mark für den Lift einschließlich Lieferung an den Simmelsberg. Ein Drittel der Kosten übernahm der Verein, ein weiteres Drittel das Land Hessen und den Rest die Stadt Hanau. Die Bauarbeiten für den 600 Meter langen Lift, der mit einem Elektromotor angetrieben wird, fanden im Jahre 1965 statt. Amerikanische Soldaten sprengten mit schwerem Gerät Felsen und halfen beim Planieren der Lifttrasse mit. Vereinsmitglieder rodeten die Lifttrasse und die Abfahrtsstrecken. Ein örtlicher Bauunternehmer errichtete die Betonsockel für die Liftmasten. An verschiedenen Stellen drang Wasser ein, so dass dort Gräben gezogen werden mussten, um diese Stellen trockenzulegen. Weidezäune wurden versetzt, Kabel verlegt und an der Talstation eine Bude errichtet. Zur Stromversorgung des Liftes musste das öffentliche Netz für den Bereich Rodenbach–Dammelhof verstärkt werden. Als letzte Arbeiten wurden die Abfahrten hergerichtet und die Bügel eingehängt. An einem Dezembersonntag im Jahre 1965 wurde der Skilift eröffnet. Der Winter war schneereich, sodass die Einnahmen des Vereins durch den Lift sehr gut waren.

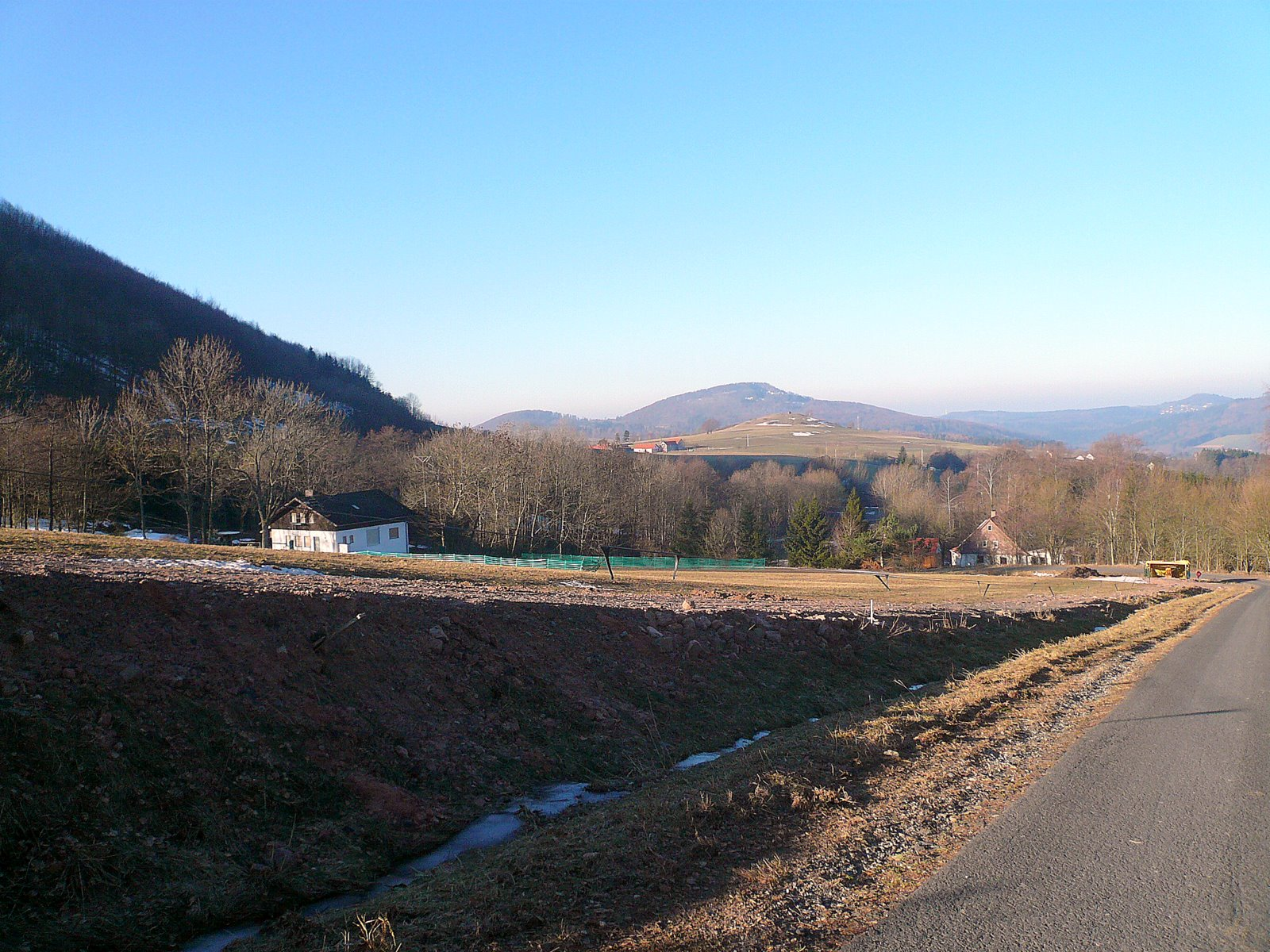
Eberhard Rother-Übungslift vorne und Vereinsheim Ski-Club Hanau hinten

Ab 1969 wurde bei der Talstation auf etwa 665 Meter das Jugend- und Clubheim mit Aufenthaltsraum, Küche und Platz für 25 Betten gebaut. Die Hälfte der Baukosten von 123.000 Mark übernahmen der Kreis Fulda, die Stadt Hanau und der Landessportbund. Die restlichen 50 Prozent finanzierte der Verein aus seinem Eigenkapital. Im Jahre 1972 wurde das Jugendheim mit einem Kiosk im Erdgeschoss, einer Werkstatt und dem Lagerraum für die Liftgehänge fertiggestellt. Im Jahre 1971 wurde zur Präparierung der Pisten eine Pistenwalze angeschafft, die 1985 durch eine größere ersetzt wurde.
Im Jahre 2007 kaufte der Verein den vom Ski-Club Rhön Fulda betriebenen Bügellift am Westhang des Simmelsberges, der dort von einem Tellerlift ersetzt wurde. Der etwa 100 Meter lange Lift, vorgesehen für Kinder und Skianfänger, wurde östlich des Vereinsheims auf einer mäßig fallenden Wiese aufgebaut, in der Saison 2007/2008 in Betrieb genommen und zum Gedenken an das kurz vorher verstorbene langjährige Vereinsmitglied Eberhard Rother auf den Namen Eberhard Rother-Übungslift getauft. Im Jahre 2009 erhielt der Simmelsberglift ein neues Seil und der TÜV bestätigte die Betriebssicherheit. Ab dem Jahre 2007 wurden verschiedene Arbeiten an den Pisten durchgeführt. So wurde durch Rodungsarbeiten der Slalomhang verbreitert. Im Jahre 2009 erhielt der untere Teil der Rennstrecke einen neuen Verlauf zur Talstation des Liftes. Die einzelnen Abfahrten wurden neu beschildert.

### Ski-Gemeinschaft Kinzigtal

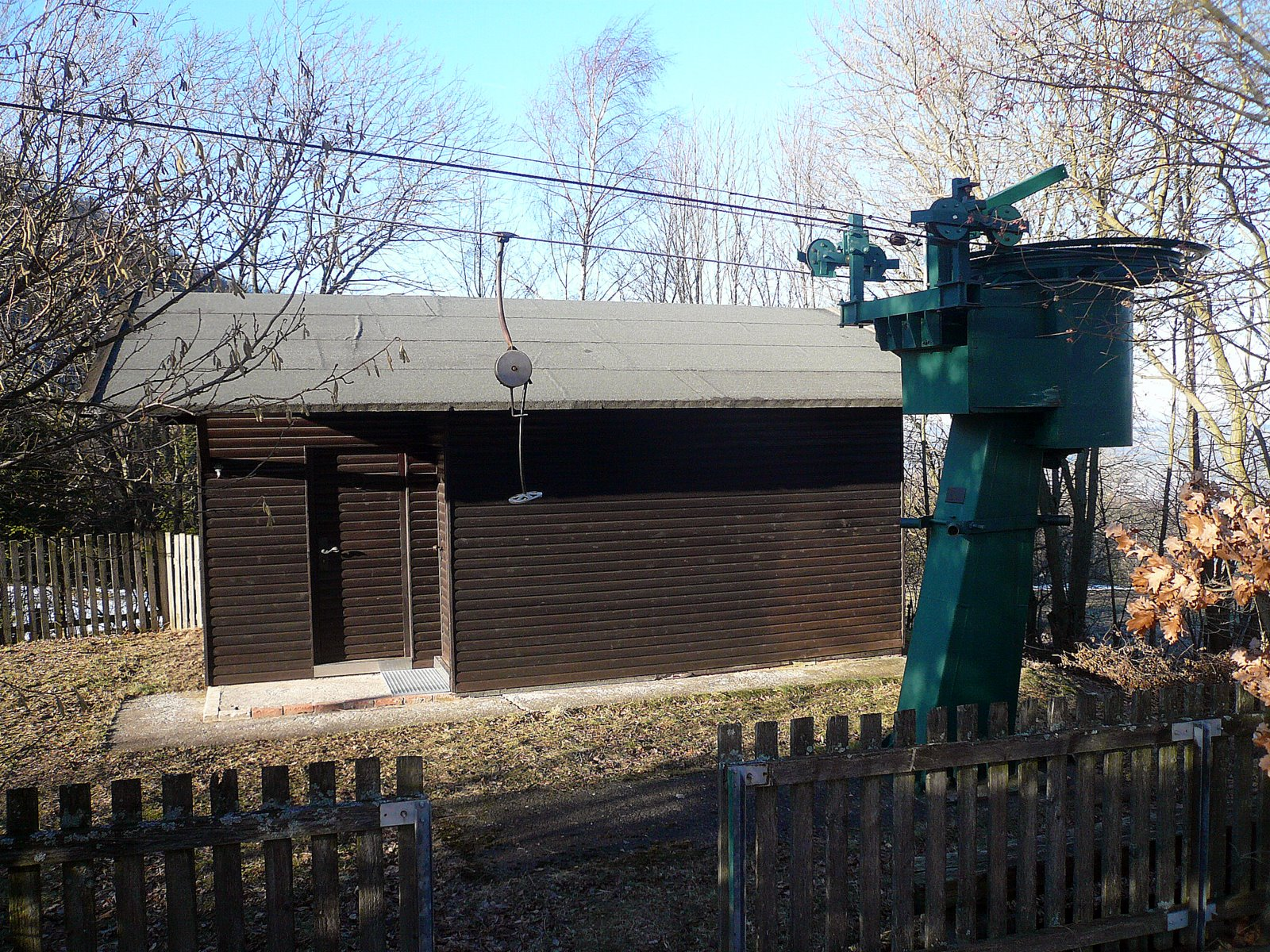
Tellerlift Rothenbergen

Der Verein Ski-Gemeinschaft Rothenbergen aus verschiedenen Orten um Gelnhausen wurde 1955 gegründet. Die winterlichen Aktivitäten in der Heimatregion waren sehr begrenzt und wurden aufgrund der gestiegenen Ansprüche immer mehr in die Skigebiete der Rhön verlegt. Ab 1963 konstruierte Jürgen Fahl eine mobile Liftanlage mit einem Automotor. Dieser Lift kam an verschiedenen Standorten in der Rhön um Gersfeld zum Einsatz. Im Jahre 1965 erwarb die Skigemeinschaft am Nordhang des Simmelsberges Grund, um sich dort eine Dauerbleibe einzurichten. Die Grundstücksfläche hat sich inzwischen auf 40.000 Quadratmetern vergrößert. Im Jahre 1968 wurden östlich vom Schlepplift des Ski-Clubs Hanau ein Tellerlift von 450 Meter Länge mit einem 30 Pferdestärke starken Elektromotor und eine Geräte- und eine Frühstückshütte errichtet. 1970 wurde die Skigemeinschaft Rothenbergen in Ski-Gemeinschaft Kinzigtal e. V. umbenannt. Im November 1987 konnte die Frankfurter Hütte auf etwa 740 m in unmittelbarer Nähe des Lifts fertiggestellt werden.

### Ski-Club Rhön Fulda

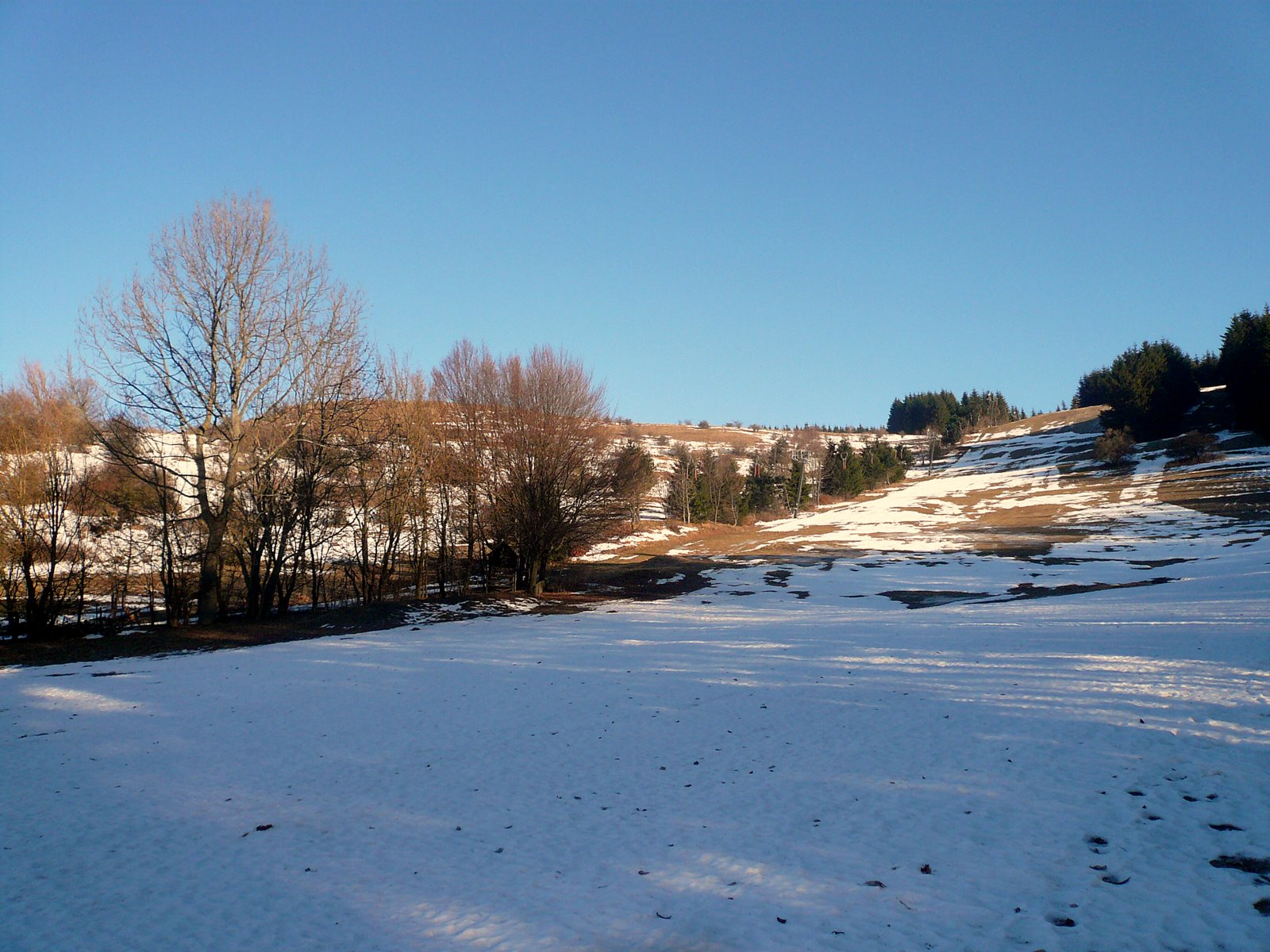
Abfahrt des Tellerliftes

Der 1911 gegründete Skiclub kaufte im April 1954 am Westhang des Simmelsberges, an der Schwedenschanze, ein Grundstück. Im selben Jahr errichtete der 400 Mitglieder zählende Verein auf etwa 730 Meter einen Geräteschuppen. Im Laufe der Jahre wurde dieser als Clubhaus des Vereins erweitert und umgebaut. Im Jahre 1965 wurde ein transportabler Kleinlift angeschafft und am Simmelsberg aufgestellt. 1970 wurde der erste stationäre Skilift, eine Bügellift, errichtet. Er hatte eine Länge von etwa 300 bei einem Höhenunterschied von etwa 70 Metern. Im Jahre 1993 wurde für Kinder ein weiterer Lift, ein Seillift, angeschafft. Dieser befindet sich oberhalb des Clubhauses. 2007 wurde der Lift aus dem Jahre 1970 von dem inzwischen 890 Mitglieder zählendem Verein abgebaut und dem Ski-Club Hanau verkauft, der ihn wieder am Nordhang des Simmelsberges aufbaute. Die vorhandene Lifttrasse wurde um etwa 150 Meter nach oben verlängert. Anschließend wurde ein renovierter Tellerlift aus Jochtal-Eisacktal in Südtirol installiert. Dazu wurden im November die Fundamente für die Liftstützen und die Berg- und Talstütze betoniert sowie ein Lifthaus gebaut. Zuletzt wurden das Seil angebracht, die Gehänge eingehängt und der Antriebsmotor mit Getriebe und Steuerung eingebaut. Die Kosten für diese Maßnahmen beliefen sich auf 120.000 Euro. 50.000 Euro kamen aus dem Landesprogramm Sportland Hessen und jeweils 10.000 Euro von der Stadt und dem Landkreis Fulda. Einen weiteren Zuschuss gewährte der Landessportbund Hessen. Ohne diese Mittel hätte der Verein die Modernisierung des Liftes nicht durchführen können. Der Skilift wurde am 9. Februar 2008 eingeweiht. Die Flutlichtanlage wurde 2009 optimiert, indem die zunächst an den Skiliftmasten angebrachten Scheinwerfer eigene Haltemasten erhielten. Der Verein betreibt die beiden Skilifte nichtkommerziell nur für Vereinsmitglieder und ist unabhängig von den beiden anderen Skivereinen am Nordhang des Simmelsberges aktiv.